# Huasaga
Huasaga ist eine Parroquia rural („ländliches Kirchspiel“) im Kanton Taisha der ecuadorianischen Provinz Morona Santiago. Verwaltungssitz ist Wampuik. Die Parroquia besitzt eine Fläche von 1245,75 km². Beim Zensus 2010 wurden 1509 Einwohner gezählt. Die Bevölkerung besteht überwiegend aus der indigenen Volksgruppe der Achuar.

## Lage
Die Parroquia Huasaga liegt im Amazonastiefland im äußersten Osten der Provinz Morona Santiago. Das Gebiet liegt zwischen den Flussläufen von Río Huasaga im Westen und Río Pastaza im Osten. Die Flüsse verlaufen in überwiegend südsüdöstlicher bzw. südöstlicher Richtung. Der etwa 280 m hoch gelegene Hauptort Wampuik befindet sich 11 km von der weiter südlich gelegenen peruanischen Grenze entfernt. Wampuik liegt knapp 60 km ostsüdöstlich vom Kantonshauptort Taisha.
Die Parroquia Huasaga grenzt im Nordosten und im Osten an die Provinz Pastaza mit der Parroquia Montalvo (Kanton Pastaza), im Süden an Peru, im Südwesten und im Westen an die Parroquia Pumpuentsa sowie im äußersten Nordwesten an die Parroquia Taisha.

## Orte und Siedlungen
In der Parroquia Huasaga gibt es 18 Comunidades:
- Ipiak
- IshpinkAchuar
- Kaiptach
- Kuserva
- Mashuim
- Napurak
- Nases
- Pakints
- Putuim
- Saum
- Shuinmamus
- Surik Entsa
- Surik Nuevo
- Tarimiat
- Tunikram
- Wachirpas
- Wampuik
- Wishu

## Geschichte
Die Comunidad Wampuik wurde 1962 gegründet. Die Parroquia Huasaga wurde im Jahr 1989 eingerichtet.